# Harshavarman III
Harshavarman III  (nom posthume : Sadasivapada) fut roi de l'Empire khmer de 1066 à 1080. 
Il était le frère puîné et successeur d'Udayādityavarman II.
Au début de son règne, il doit reconstruire ou réparer les sanctuaires endommagés pendant les troubles de la fin du règne précédent. Il rétablit ensuite l'ordre social en faisant strictement respecter les devoirs des quatre classes : religieux, guerriers, artisans et paysans. 
En 1074, le royaume doit subir l'invasion d'une bande de Chams conduite par un frère cadet du roi du Champa. Des sanctuaires sont détruits et des habitants emmenés en esclavage, y compris un des fils de Harshavarman le prince Sri Nandavarmadeva. La contre-offensive de l'armée khmère fut désastreuse : l'armée mal commandée fut défaite et son chef fut fait prisonnier. La paix ne fut rétablie que vers 1080 entre les deux États.
En 1076, le Cambodge, comme d'ailleurs le Champa, fut entraîné par l'Empire chinois dans une attaque contre le Tonkin. La défaite de l'armée chinoise devant le Đại Việt amena la retraite de ses alliés.